# Bandwagoning
Dans les théories réalistes des relations internationales, la notion de bandwagoning (que l'on pourrait traduire en français par « suivisme ») fait référence au fait pour des États faibles de rejoindre un État plus fort ou une coalition. Ce concept est l'opposé du balancing.
Le terme bandwagoning a été forgé par Quincy Wright (en) dans A study of War (1942) et popularisé par Kenneth Waltz dans Theory of International Politics (1979).
Le phénomène de bandwagoning se produit lorsque des États faibles estiment que le coût de l'opposition à un État plus fort est plus important que les bénéfices que cette opposition permettrait. Les États forts peuvent également inciter les plus faibles à les rejoindre par divers moyens : promesse de cession de territoire, accords commerciaux préférentiels.